# Eberhard von Gemmingen (1883–1952)
Eberhard Eduard Hermann Joseph von Gemmingen (* 9. Dezember 1883 in Heilbronn; † 23. August 1952 in Heidelberg) war württembergischer Rittmeister, Grundherr in Babstadt und Reichsritter des Johanniterordens.

## Leben
Er war ein Sohn von Ernst von Gemmingen-Hornberg (1851–1928) und der Annie Kaupe (1858–1904) und wurde in Heilbronn geboren, wo der Vater zu jener Zeit Kompaniechef des Füsilier-Regiments „Kaiser Franz Josef von Österreich, König von Ungarn“ (4. Württembergisches) Nr. 122 war. Wie der Vater trat auch er in die württembergische Armee ein, mit der er am Ersten Weltkrieg teilnahm und die er als Rittmeister verließ. Auf Schloss Neuhaus heiratete er am 1. März 1919 Hertha von Degenfeld, die Tochter des Schlossbesitzers und Badischen Kammerherrn August von Degenfeld. Das Paar lebte in Schloss Babstadt. Nach dem Tod seines Vaters Ernst 1928 folgte er diesem als Grundherr in Babstadt, wo der aus dem Kondominat eines Familienfideikommiss hervorgegangene Gemmingensche Familienbesitz seit 1924 von einer durch die vormaligen Fideikommissangehörigen gegründeten Gesellschaft verwaltet wurde. Seine Frau erlangte durch Erbteilung 1926 Besitz an Schloss Neuhaus mit dem nahen Eulenhof und 288 Hektar Wald- und Ackerflächen. Eberhard erwarb 1928 noch den nahen Rauhof mit weiteren 54 Hektar Land.
Der kunstsinnige Eberhard von Gemmingen hat viele Reisen unternommen. Seine Frau war dem Nationalsozialismus gegenüber kritisch eingestellt und hat sich für Kriegsgefangene eingesetzt. Nachdem sie im Zweiten Weltkrieg einen englischen Fliegersoldaten versteckt hatte, wurde sie von der Gestapo verhaftet und war bis Kriegsende im Heidelberger Gefängnis inhaftiert.
Nach dem Zweiten Weltkrieg besetzten die Amerikaner Schloss Babstadt, woraufhin von Gemmingen mit seiner Frau nach Schloss Neuhaus zog. Das zu Neuhaus gehörige Hofgut wurde ab 1947 von Sohn Pleikard bewirtschaftet, der nach dem Tod seiner Mutter alleiniger Erbe wurde und zeitweise dem Gemmingen-Familienverband und dem Familienrat des Kraichgauer Adeligen Damenstifts vorstand. Von Pleikard, der 1975 auf den Rauhof zog, kam der Besitz in Neuhaus, Eulenhof und Rauhof an den 1971 geborenen Sohn Michael, der die Güter heute vom Rauhof aus verwaltet.

## Familie
Er war ab dem 1. März 1919 mit Hertha von Degenfeld  (1894–1963) verheiratet. Der Ehe entstammte der Sohn Pleikard (* 1919).